# Насир ел Дин Шах Каџар
Насир ел Дин Шах Каџар (перс. ناصرالدین شاه قاجار; Табриз, 16. 7. 1831. – Техеран, 1. 5. 1896) био је персијски шах Каџарске династије од 1847. до 1896. године.

## Владавина
Владавина Насира представља симбол кризе која је потресала Персију у 19. веку. Насир је још на почетку владавине погубио Али Мухамеда, оснивача бабаизма. Међутим, то није спречило нову религију, последњу основану у Персији, да се шири.
Народ је Насира звао „лакејем у служби неверника“ јер је од Британаца и Руса куповао техничке производе и дозвољавао им да отварају фабрике, рафинерије и руднике широм Персије примајући за то мито. Године 1890. Насир је Британцима продао монопол над продајом дувана што је јако погодило народ. Он диже побуну па је шах принуђен да раскине уговор. Због тога је морао да подигне кредит па се земља нашла и у економској зависности од великих сила. Насир ел Дин је 1896. године убијен метком једног персијског националисте. Наследио га је син, Музафар ад Дин.